# Жорді Делєм
Жорді Делєм (фр. Jordy Delem, нар. 18 березня 1993, Фор-де-Франс) — мартиніканський футболіст, півзахисник клубу «Сіетл Саундерз» та національної збірної Мартиніки.

## Клубна кар'єра
Делєм розпочав футбольну кар'єру в команді «Клуб Францискен», з якою по два рази здобував перемоги в чемпіонаті і кубку Мартиніки.
В січні 2015 року Делєм був підписаний клубом «Арль-Авіньйон» для своєї резервної команди, що виступала у Аматорському чемпіонаті Франції 2. Влітку 2015 року він перейшов в основну команду «левів», яка через фінансові проблеми була відправлена в Аматорський чемпіонат Франції. Згодом Делєм повернувся в «Клуб Франсискен» після банкрутства «Арль-Авіньйона» по ходу сезону 2015/16.
У січні 2016 року Делєм брав участь у MLS Caribbean Combine, заході спрямованому для попереднього відбору потенційних учасників для Супердрафту MLS з Карибського басейну. Далі він повинен був поїхати в Форт-Лодердейл на фінальний етап відбору під назвою MLS Combine, однак через проблеми з паспортом поїздка зірвалася.
У березні—квітні 2016 року Делєм проходив 10-денний перегляд у клубі MLS «Сіетл Саундерз». 29 квітня «Сіетл Саундерз» оголосили про підписання гравця в фарм-клуб «Сіетл Саундерз 2», який виступав в лізі USL. За другу команду «Саундерз» він дебютував два дні потому, 31 квітня, в матчі проти «Оклахома-Сіті Енерджі».
Перед початком сезону 2017 Делєм був підписаний основною командою «Сіетл Саундерз». Його дебют в MLS відбувся 31 березня 2017 року в матчі проти «Атланти Юнайтед» (0:0). Наразі встиг відіграти за команду з Сіетла 11 матчів в національному чемпіонаті.

## Виступи за збірну
2 травня 2012 року дебютував в офіційних матчах у складі національної збірної Мартиніки в товариській грі зі збірною Гаяни (2:2), в якій також забив свій перший міжнародний гол.
Наступного року він брав участь у Золотому кубку КОНКАКАФ 2013 року, зігравши на турнірі в одній грі проти збірної Мексики (1:3).
Згодом у складі збірної був учасником розіграшу Золотого кубка КОНКАКАФ 2017 року у США.
Наразі провів у формі головної команди країни 35 матчів, забивши 5 голів.

### Голи за збірну
| № | Дата           | Місце                                         | Суперник                      | Голи | Рахунок | Турнір                                  |
| - | -------------- | --------------------------------------------- | ----------------------------- | ---- | ------- | --------------------------------------- |
| 1 | 2 травня 2012  | Омніспорт, Ле-Ламантен, Мартиніка             | Гаяна                         | 2:1  | 2:2     | Товариський матч                        |
| 2 | 5 вересня 2012 | Омніспорт, Ле-Ламантен, Мартиніка             | Британські Віргінські Острови | 1:0  | 16:0    | Відбірковий матч Карибського кубка 2012 |
| 3 | 5 вересня 2012 | Омніспорт, Ле-Ламантен, Мартиніка             | Британські Віргінські Острови | 10:0 | 16:0    | Відбірковий матч Карибського кубка 2012 |
| 4 | 6 лютого 2016  | Муніципальний стадіон, В'єз-Абітан, Гваделупа | Гваделупа                     | 1:1  | 1:1     | Товариський матч                        |
| 5 | 7 червня 2016  | Вінсор Парк, Розо, Домініка                   | Домініка                      | 2:0  | 4:0     | Відбірковий матч Карибського кубка 2017 |